# Cardiff Metropolitan Ladies AFC
El Cardiff Metropolitan Ladies AFC, anteriorment conegut com a UWIC Ladies, és un club femení de futbol afiliat a la Universitat Metropolitana de Cardiff que joga a la Premier League de Gal·les, que ha guanyat en quatre ocasions. Ha aconseguit un triplet nacional, a la temporada 2013/14.
A la Lliga de Campions no ha superat la fase prèvia fins ara.

## Històric

### Palmarès
- 4 Lligues de Gal·les
  - 11/12 - 13/14 - 14/15 - 15/16
- 1 Copa de Gal·les
  - 13/14
- 1 Copa de la Lliga de Gal·les
  - 13/14

### Trajectòria
| 12/13 | SFK Sarajevo      |
| 14/15 | Atlético Ouriense |
| 15/16 | Medyk Konin       |
| 16/17 | Breidablik UBK    |

- ¹ Fase de grups. Equip classificat pillor possicionat en cas d'eliminació o equip eliminat millor possicionat en cas de classificació.

|                | 00/01 | 01/02 | 02/03 | 03/04 | 04/05 | 05/06 | 06/07 | 07/08 | 08/09 | 09/10 | 10/11 | 11/12 | 12/13 | 13/14 | 14/15 | 15/16 |
| -------------- | ----- | ----- | ----- | ----- | ----- | ----- | ----- | ----- | ----- | ----- | ----- | ----- | ----- | ----- | ----- | ----- |
| Premier League |       |       |       |       |       |       |       |       |       | B-2   | B-2   | 1     | 2     | 1     | 1     | 1     |